# 伊拉尼人
伊拉尼人（波斯語：‎，意思是伊朗人）是印度次大陆的一个宗教族群。他们是19世纪到20世纪期间从伊朗迁徙到英属印度的琐罗亚斯德教徒。从文化、语言、血统和社会交往上看，他们都跟帕西人（虽然也是琐罗亚斯德教徒，但是要比伊拉尼人提前数个世纪来到印度）迥然相异。

## 历史
虽然伊拉尼这个词汇在莫卧儿时期就早已出现，但大部分伊拉尼人是19世纪末20世纪初从伊朗来到印度的移民们的后代。当时卡扎尔王朝对琐罗亚斯德教徒的迫害逐渐加深，琐罗亚斯德教徒们纷纷从伊朗逃亡。与印度的帕西人相比，这些流亡印度琐罗亚斯德教徒跟现在伊朗的琐罗亚斯德教徒（主要居住在克尔曼和亚兹德）的血缘更近。伊拉尼人仍然会说波斯语和琐罗亚斯德达里语方言。
跟帕西人一样，伊拉尼人大部分也定居在印度西海岸的古吉拉特邦和马哈拉施特拉邦，还有一些人集中居住在孟买附近。

## 与帕西人的区别
帕西人和伊拉尼人在法律上被认为是不同的。一份1909年的关于琐罗亚斯德教徒的附带意见指出，孟买省的伊拉尼人不必听从管理帕西人的地方当局（潘查耶特）的决定。最开始伊拉尼人使用一种被叫做琐罗亚斯德达里语的语言变体。然而随着两个社群通婚的增多，双方的语言和文化逐渐开始产生融合。

## 姓氏
伊拉尼（Irani）是整个社群的通用姓氏。但有一部分家庭把祖居地当做姓氏，例如克尔曼尼（Kermani）、亚兹丹尼（Yezdani）、霍斯罗维（Khosravi）、法鲁迪（Faroodi）、贾夫拉巴迪（Jafrabadi）。